# 西蓮寺 (京都市)
西蓮寺（さいれんじ）は、京都府京都市にある仏教寺院。宗派は時宗。

## 概略と沿革
天慶2年（939年）、空也上人が、平安京の西の市で布教し、松尾大社との関係が生じたことから、大社の御旅所の社頭に建立し、歴代住職は供僧を務めたと伝わる。現在も道路を挟んだ境内の南に御旅所が隣接している。
時宗十二派の市屋派としてただ一箇寺残る金光寺末寺である。金光寺は東の市にあった（現在の興正寺の地）。
一遍や時衆の研究者として知られる梅谷繁樹の寺でもある。

## 文化財
- 作阿上人像 - 市屋派の派祖。京都国立博物館寄託[2]。

## 交通アクセス
西日本旅客鉄道・近畿日本鉄道・京都市営地下鉄京都駅より京都市営バスで七条御前バス停留所を下車、徒歩1分